# خلية شائكة

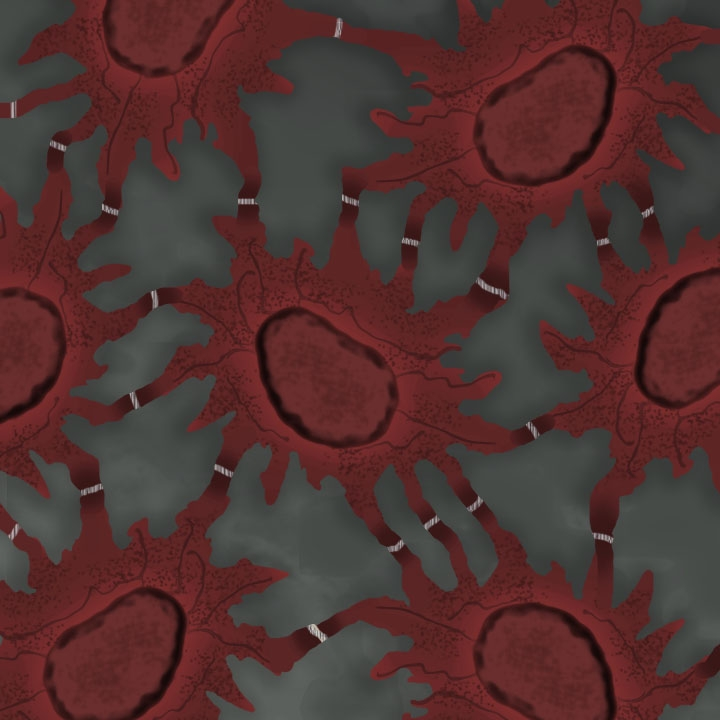
رسم الخلايا الشائكة - الفنان: ساندي جي فيليبس لونج

الْخَلايا الشَّوكِيةُ أَوْ الخَلايا الشَّائِكةُ: هي نوعٌ من أنواعِ خلايا الجلد التّي تُشكل الطبقة الشَّائكةَ من طبقةِ البشرة في الجلد، تمتلك زوائدَ أشبه بالاشواكِ لتتصل مع الخلايا المجاورة، الأمر الذي يُضفي نوعاً من التماسكِ للطبقة الشَّوكية، والذي يعملُ على توفير الحماية للأنسجة الأساسية. تعملُ هذه الخلايا بشكلٍ اساسيّ على إنتاج الكيراتين، وتكونُ أكثر عرضةً للطّفرات التي قد تسببُها أشعة الشّمس فيمكن أن تصبح خلايا خبيثةً مشكلة للسرطان.

## موقع
توجدُ الخلايا الشّوكية في الطّبقات السّطحية من الجلد، وتترتبُ على شكل طبقاتٍ متعددة، أشبه بالشبكة، مشكلةً الطبقة الشّوكية، والتي تقع بين الطبقة الحُبيبيْة والطّبقة القاعِدية من طبقات البشرة.

## أصل
تنشأ الخلايا الشّوكيةُ من الانقسام المتساوي للخلايا الجذعيةِ لطبقة البشرة، الموجودة في الطبقة القاعدية، تُدفَع هذه الخلايا من الأسفل (الطبقة القاعدية) إلى الطبقة الشوكية، ثم تُدفَع إلى أعلى في طبقات البشرة وصولاً إلى الطبقة المُقترنة (خلايا الجلد الميتة) التي تتساقط يومياً من الجسم، تستغرقُ عملية خروج الخلايا من الطبقة القاعديّة إلى الطبقة المُقترنة (أكثر طبقة سطحية من الجلد) من 25 إلى 40 يوماً.

## وظيفة

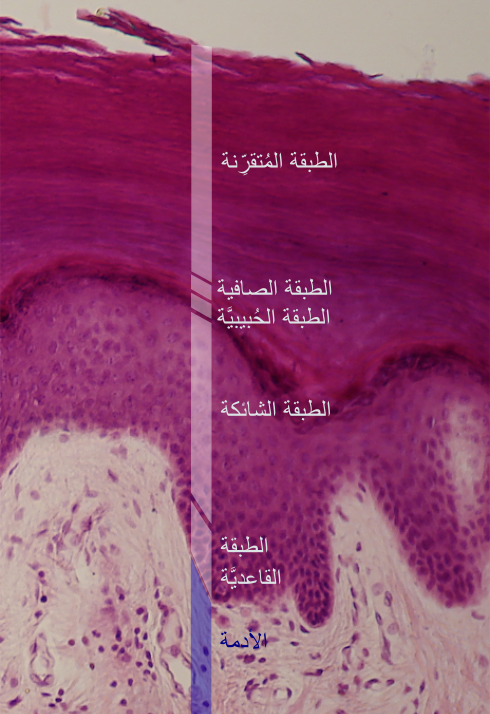
صورة نسيجية تظهر جزء من البشرة. يُسمى الطبقة الشائكة (Stratum spinosum) أسفل المركز قليلاً

تعملُ الخلايا الشَّوكية كحاجزٍ فيزيائي وبيولوجي للبيئة، حيثُ تمنعُ اختراق المهيجات، ومسببات الحساسية، وفقدانَ الماء، وبالتالي المحافظةُ على التوازن الداخلي. وتحقق هذه الأمور بطريقتين:
الطريقة الأولى: تنتجُ الخلايا الشوكية الكيراتين بشكلٍ أساسي (وهو بروتين بنيوي قوي)، يتراكمُ هذا البروتين داخل كل خلية شوكية أثناء تحركها عبر طبقات البشرة لأعلى، فتمتلئُ هذه الخلايا بالكامل بالكيراتين المتصلب، والذي يضفي نوعاً من الصلابة للجلد، ويعمل على حماية الطبقات الداخلية للجلد.
الطريقة الثانية: تترتب هذه الخلايا على شكل طبقات، مكونة شبكة عبر السيتوبلازم عن طريق خيوط الكيراتين والتي تشكل وسيلة اتصال بين الخلايا (ديسموسوم).

## سرطان
سرطان الخلايا الحرشفية (سرطان الخلايا الشوكية) شائع نسبياً لدى الأشخاص فوق سن 60 سنة، ذوي البشرة الفاتحة، مع التعرض لأشعة الشمس على المدى الطويل. غير منتشر ومعروف كسرطانات الجلد الأخرى لانه ينتشر في الجسم بشكل أقل، ولكن يمكن أن يكون مميتًا إذا تُرك دون علاج.